# Erythmelus lygivorus
Erythmelus lygivorus är en stekelart som beskrevs av Gennaro Viggiani och Riccardo Jesu 1985. Erythmelus lygivorus ingår i släktet Erythmelus och familjen dvärgsteklar. Inga underarter finns listade i Catalogue of Life.